# Millersburg (Indiana)
Millersburg is een plaats (town) in de Amerikaanse staat Indiana, en valt bestuurlijk gezien onder Elkhart County.

## Demografie
Bij de volkstelling in 2000 werd het aantal inwoners vastgesteld op 868.
In 2006 is het aantal inwoners door het United States Census Bureau geschat op 916, een stijging van 48 (5,5%).

## Geografie
Volgens het United States Census Bureau beslaat de plaats een oppervlakte van
1,4 km², geheel bestaande uit land. Millersburg ligt op ongeveer 270 m boven zeeniveau.

## Plaatsen in de nabije omgeving
De onderstaande figuur toont nabijgelegen plaatsen in een straal van 16 km rond Millersburg.